# Denny Zager
Denny Zager (* 14. Februar 1944 in Wymore, Nebraska) ist ein US-amerikanischer Gitarrist. 
Zager war im Jahr 1961 Gründer der Band Eccentrics, wo er unter anderem mit Rick Evans bis zur Auflösung der Band im Jahr 1965 zusammen spielte. Im Jahre 1968 trafen Zager und Evans dann wieder zusammen und nahmen den Titel In the Year 2525 auf, den sie 1964 gemeinsam geschrieben hatten. Der Song wurde 1969 zum größten und einzigen Hit für Zager and Evans.
Im Anschluss wurde Zager Gitarrenhersteller und seine im Jahr 1969 gegründete Firma Zager Guitars gilt heute als eine der profiliertesten Gitarrenmanufakturen der USA. Seine in jahrelanger Arbeit entwickelten Gitarren wichen vom damaligen Standard ab und sollen sich vor allem durch leichtere Spielbarkeit auszeichnen. Daneben war er lange Jahre als Gitarrenlehrer tätig.